# Longitarsus scrobipennis
Longitarsus scrobipennis es una especie de insecto coleóptero de la familia Chrysomelidae. Fue descrita científicamente en 1913 por Heikertinger.